# Jiyar Jahan Fard
Jiyar Jahan Fard, auch Sajjad, (kurdisch: ژیار جەهانفەرد, persisch: ژیار جهانفرد) (* 1985 in Gilan-e-Gharb, Provinz Kermanshah) ist ein Schriftsteller aus dem kurdischen Teil des Iran. Er ist Vorstandsmitglied der kurdischen PEN Association.

## Leben
Aufgrund seines Engagements für die kurdische Sprache und Kultur wurde er auf Druck der Sicherheitskräfte von der weiterführenden Schule verwiesen. Er engagierte sich zunehmend in Literatur und Politik und erwarb später sein Diplom in einer anderen Provinz.
Weil nicht-persische Schriftsteller in ihrer Muttersprache schreiben, werden sie im Iran aufgrund erfundener Anschuldigungen festgenommen und verhört. Jiyar Jahan Fard wurde 2001 zum ersten Mal im ersten Jahr der Oberschule von den Sicherheitskräften der „Islamischen Republik“ in Gilan-e-Gharb festgenommen und einen Tag lang bedroht. Zehn Jahre später, 2011, wurde er zusammen mit sieben anderen Kulturaktivisten vom Geheimdienst in Kermanshah festgenommen und verbrachte danach zwei Monate in Einzelhaft unter dem Vorwurf „gegen die nationale Sicherheit zu handeln und mit kurdischen Parteien zusammenzuarbeiten“. Ende 2016 reiste er zu einer Konferenz über kurdische Folkloreliteratur und zur Veröffentlichung eines Buches nach Nordkurdistan (Türkei). Daraufhin verbrachte er vier Monate im Gefängnis in Mardin.
Jiyar Jahan Fard ist Mitglied des PEN und lebte von 2018 bis 2021 als Stipendiat Writer-in-Exile in München.

### Herausgeber
- „J“-Magazin: vierteljährliches Magazin in Deutschland.
- Dije Dej (Anthologie zeitgenössischer kurdischer Geschichten) 2022. In Zusammenarbeit mit Anisa Jafari Mehr, Kurdischer PEN.
- RABÛN BERÎ LI ZIVIRÎNA GULBEROJAN. (dt.: Anthologie der Gefängnisliteratur), Sammlung von Geschichten und Gedichten kurdischer Schriftsteller in türkischen Gefängnissen. In Zusammenarbeit mit Roza Matina 2023.